# Trichocerca murchiearum
Trichocerca murchiearum är en hjuldjursart som beskrevs av John R. Edmondson 1936. Trichocerca murchiearum ingår i släktet Trichocerca och familjen Trichocercidae. Inga underarter finns listade i Catalogue of Life.